# Ithagine ensanglantée
Ithaginis cruentus
Genre
Espèce
Statut de conservation UICN

 LC  : Préoccupation mineure
Statut CITES
L'Ithagine ensanglantée (Ithaginis cruentus) est une espèce d'oiseau de la famille des Phasianidae.

## Distribution
Cet oiseau peuple le Népal, le Sikkim, le Bhoutan, le sud du Tibet, le Tchamdo, le Seutchouan, le Nan-Chan, le Tsinghaï, le Chansi, le Kansou, le Honan, le Sinkiang, le Yunnan et le nord-est du Myanmar.

## Sous-espèces
Selon la classification de référence du Congrès ornithologique international (14.2, 2024) elle se répartit en 12 sous-espèces :
- I. c. cruentus (Hardwicke, 1821), ithagine ensanglanté — du nord du Népal au nord-ouest du Bhoutan.
- I. c. affinis Beebe, 1912, ithagine du Sikkim — Sikkim. Cette forme est parfois reprise dans la forme nominale.
- I. c. tibetanus Stuart Baker, 1914, ithagine du Tibet — est du Bhoutan et sud du Tibet.
- I. c. kuseri Beebe, 1912, ithagine de Kuser — Tibet et est de l’Himalaya.
- I. c. marionae Mayr, 1941, ithagine de Mrs Vernay — nord-est du Myanmar.
- I. c. rocki Riley, 1925, ithagine de Rock — nord-ouest du Yunnan.
- I. c. clarkei Rothschild, 1920, ithagine de Clarke — nord-ouest du Yunnan.
- I. c. geoffroyi Verreaux, 1867, ithagine de Geoffroy — ouest du Seutchouan et est du Tibet.
- I. c. berezowskii Bianchi, 1904, ithagine de Berezowski — ouest et nord-ouest du Seutchouan, Kansou, Soungpan.
- I. c. beicki Mayr & Birkhead, 1937, ithagine de Beick — nord-est du Tsinghaï et centre du Kansou.
- I. c. michaelis Bianchi, 1904, ithagine de Bianchi — centre et nord du Nan-Chan.
- I. c. sinensis David, 1873, ithagine du Père David — Chansi, sud-ouest du Honan et sud du Kansou.

## Habitat

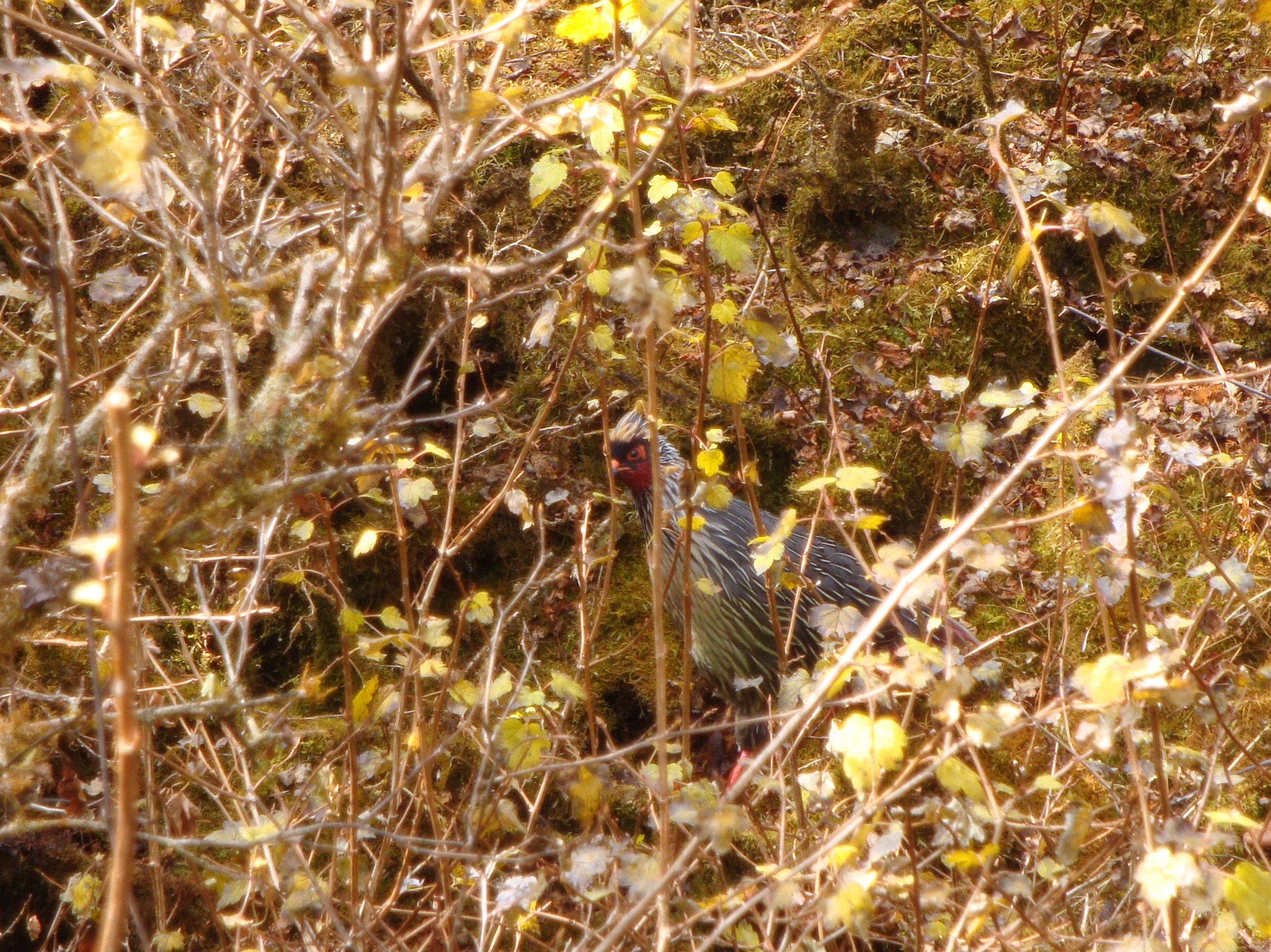
Ithagine ensanglantée au Sikkim

L’ithagine ensanglantée est inféodée aux bois clairs et humides de pins Pinus wallichianus, de bouleaux Betula utilis, de sapins Abies spectabilis et de chênes Quercus incanus et Q. lanatus à sous-bois arbustif de rhododendrons, de bambous et de genévriers entre 3 200 et 4 500 m.

## Alimentation
Son régime alimentaire comporte toutes sortes de matières végétales (bourgeons, pousses et feuilles d’arbres feuillus et de conifères, feuilles de bambous et de graminées, frondes de fougères, lichens, capsules de mousses, baies, fruits, graines) avec un complément d’insectes en été.

## Comportement non social
L’association hokis-ithagines a été décrite au sujet des sous-espèces tibetanus dans le sud-est du Tibet et geoffroyi dans l’ouest du Seutchouan. Les hokis, craintifs et à l’ouïe fine, se chargent alors de la conduite de ces sociétés mixtes. À proximité des temples bouddhistes, ces groupes mixtes sont beaucoup moins farouches au point de se faire nourrir par l’homme. Les ithagines peuvent aussi se mêler à des lophophores resplendissants au Népal. Les ithagines sont des coureurs-sauteurs très adroits, ne se perchant que rarement et recherchant leur nourriture essentiellement sur le sol. Ils passent la nuit dans les arbres en lisière de forêt mais quittent cet abri la journée pour se nourrir à découvert sur le sol. Le bain de poussière a également été décrit chez cette espèce. Au Népal, les ithagines forment des compagnies d’une dizaine de sujets et quittent les hauteurs pour gagner les vallées lors des premiers froids. En parfaite harmonie de couleurs, ces compagnies sont difficiles à repérer car vue d’en haut la coloration grise du dos s’harmonise avec celle des rochers et vue d’en bas, la couleur jaune paille du ventre se confond avec celle des chaumes et des graminées.

## Comportement social
Les compagnies d’ithagines restent solidaires en automne et en hiver en maintenant un contact acoustique permanent par l’émission de petits cris  « sip-sip-sip ». Mais cette cohésion se dissout à l’approche de la nidification. C’est pourquoi leur régime a été considéré très tôt comme monogame. Schäfer (1934) avait remarqué que le nombre des mâles dominait fortement celui des femelles avec une proportion approximative de trois pour un, même en période de nidification. Les mâles en surnombre ne dérangeaient pas les couples vivant en monogamie mais s’appariaient souvent entre eux en paradant et en formant des couples non nicheurs. Plus récemment, Jia & Zheng (2000) constatent que les mâles subadultes vivent en groupes non reproducteurs mais peuvent s’associer à des couples nicheurs ou à des mâles dont les femelles couvent.

## Parade nuptiale
En parade nuptiale, le mâle gonfle les plumes de la poitrine, laisse pendre ses ailes et redresse la queue, exhibe sa crête hérissée et se pavane en tournant autour de la femelle, de façon très similaire à celle des eulophes.

## Nidification
L’ensemble des données révèle que la période de nidification a lieu de la mi-avril à juin, la plupart des nids étant trouvés en mai. Le nid est placé dans l’herbe au pied d’un fourré de bambou, d’un buisson de genévrier ou de rhododendron mais aussi dans le sous-bois d’une forêt de pins. La femelle creuse une petite dépression qu’elle tapisse de quelques feuilles, radicelles et mousses puis y pond de 5 à 12 œufs de couleur crème ou fauve tachetés de brun-rouille ou de brun foncé.

## Prédation
En mammifères, le dhole (Cuon alpinus), le renard gris (Vulpes ferrilata), la martre d’Asie (Martes flavigula) et, secondairement, la panthère des neiges (Panthera pardus) sont des prédateurs. En oiseaux de proie, l’aigle doré (Aquila chrysaetos) et l’aigle du Népal (Aquila nipalensis) et, secondairement, l’aigle de Bonnelli (Hieraaetus fasciatus) représentent des menaces.

## Statut, conservation
BirdLife (2011) ne considère pas cette espèce, ni aucune de ses sous-espèces comme globalement menacées comme l’avaient d’ailleurs suggéré Fuller et Garson (2000).

### GenreIthaginis
- (en) Congrès ornithologique international : Ithaginis cruentus dans l'ordre Galliformes (consulté le 21 mai 2015)
- (fr + en)  Avibase : Ithaginis cruentus (+ répartition) (consulté le 30 juin 2015)
- (en) Zoonomen Nomenclature Resource (Alan P. Peterson) : Ithaginis  dans Galliformes
- (en) Catalogue of Life : Ithaginis Wagler, 1832 (consulté le 8 avril 2023)
- (fr + en) ITIS : Ithaginis  Wagler, 1832
- (en) Animal Diversity Web : Ithaginis
- (en) NCBI : Ithaginis (taxons inclus)
- (en) UICN : taxon  Ithaginis  (consulté le 7 janvier 2023)
- (fr + en) CITES : genre Ithaginis (sur le site de l’UNEP-WCMC)

### EspèceIthaginis cruentus
- (en) Zoonomen Nomenclature Resource (Alan P. Peterson) : Ithaginis cruentus  dans Galliformes
- (en) Catalogue of Life : Ithaginis cruentus (Hardwicke, 1821) (consulté le 17 décembre 2020)
- (fr) Oiseaux.net : Ithaginis cruentus (+ répartition)
- (fr + en) ITIS : Ithaginis cruentus  (Hardwicke, 1821)
- (en) Animal Diversity Web : Ithaginis cruentus
- (en) NCBI : Ithaginis cruentus (taxons inclus)
- (en) UICN : espèce Ithaginis cruentus (Hardwicke, 1821) (consulté le 30 juin 2015)
- (en) CITES : Ithaginis cruentus (Hardwicke, 1821)  (+ répartition sur Species+) (consulté le 30 juin 2015)
- (fr) CITES : taxon  Ithaginis cruentus (sur le site du ministère français de l'Écologie) (consulté le 30 juin 2015)